# سیتروئن ۷یو
سیتروئن ۷یو (Citroën 7U) خودرویی است که در سال‌های ۱۹۳۵ تا ۱۹۳۸تولید شده‌است.
طراحی آن خودروهای موتور جلو-محور عقب بوده‌است. سیستم جعبه‌دندهٔ آن به صورت دستی است.